# バトルスピリッツ 少年激覇ダン
『バトルスピリッツ 少年激覇ダン』（バトルスピリッツ しょうねんげきはダン）は、2009年9月13日から2010年9月5日まで、名古屋テレビ放送（メ〜テレ）の制作によりテレビ朝日系列で、毎週日曜7:00 - 7:30（JST）に全50話が放送された、サンライズ制作のテレビアニメ。
キャッチコピーは「極めろ!新たなバトルスピリッツ!」、「いくぜ!アタックステップ!」。

## 概要
トレーディングカードゲーム『バトルスピリッツ』を元にした、テレビアニメシリーズの第2弾に当たる本作品は、前番組にしてシリーズ第1弾の『バトルスピリッツ 少年突破バシン』からキャラクターや世界観などを一新する形で制作されている。
同様に、主要なスタッフも一部を除いて一新されているが、テレビドラマ・特撮作品がらみの布陣が集結しているという点では共通している。プロデューサーは若鍋竜太が務め、一編の閉めの部分での「つづく」の筆字のデロップを手描けている。監督の西森章、メインライターの冨岡淳広は過去にも『ZOMBIE-LOAN』で協働経験があった他、サブライターの一人で本時間帯では『クラッシュギアNitro』以来の参加となる樋口達人も、やはり西森との縁により起用されている。キャラクターデザインは、『少年突破バシン』にもゲストキャラクターデザイン、作画監督のローテーションとして参加していた湯本佳典が担当。キャスティングに関しては中堅クラスの声優陣が多く起用されているが、一方でヒロインの一人である百瀬華実役の若手の本多陽子は初のシリーズアニメのヒロイン役を演じる。
対象年齢は前作からの視聴者の成長に合わせて上げられており、監督の西森は「大人が驚かない映像では子供を驚かすことはできない」ということから、子供だましではない作品を作り上げる意気込みを語っている。また、『少年突破バシン』ではカード紹介が主であったため、作中におけるバトルスピリッツ自体のルール説明があまりなく（高コストのスピリットを紹介するためカードバトルの序盤がカットされ10ターン目ぐらい、場合によっては30ターン目から始まったりしており、また状況もターン数からすれば考えられないものである場合があった）分かりづらかったためか、本作品ではルール説明が1ターン目から行われ、前作では順番が混同したり、字幕処理されていた各ステップの宣言も行われる。一方で、時間の都合や場合によってはターンスキップやナレーション処理などの演出も行われ、この処理は次番組『バトルスピリッツ ブレイヴ』にも引き継がれている。
前作の『少年突破バシン』までハイビジョン制作、アナログ放送の4:3のサイドカットとなっていたが、本作品から16:9のレターボックス放送となった。ニチアサキッズタイムに含まれる作品としては、直後の時間帯にて放送されるスーパーヒーロータイムの2作品（本作品の放送開始時点では『侍戦隊シンケンジャー』『仮面ライダーW』を放送）が既に同様の放送形態へと移行しており、本作品はそれに続く形となる。

### 番組終了後の展開
2017年7月29日に発売された『バトルスピリッツ 煌臨編 第2章 蒼キ海賊』では、本作品に登場した6人のコアの光主のキースピリットが、キャンペーンXレアとして煌臨編の環境にリバイバルされたバージョンが収録された。
2018年にはバトスピ10周年記念として、本作品と『バトルスピリッツ 少年突破バシン』『バトルスピリッツ ブレイヴ』の『アニメバトスピ3作「完全受注生産限定版ブルーレイ」』受注企画がスタート。期間を1カ月延長して受注数が一定以上となり、Blu-ray BOXの発売が決定した。さらに同年7月7日に開催された『サンライズフェスティバル2018光焔』では、「バトスピ10周年 バトルスピリッツ 少年激覇ダン＆バトルスピリッツ ブレイヴ」オールナイト上映会が実施された。
2020年9月4日から2021年2月26日まで、YouTube「BN Picturesチャンネル」にて毎週2話ずつ全話無料配信を実施。
2024年10月11日から、YouTube「BN Picturesチャンネル」にて毎週1話ずつ全話無料配信を実施。

## あらすじ

### 異界グラン・ロロ
バトスピ大会での優勝を夢見るカードバトラーの馬神 弾（ばしん ダン）は、ある日チャンピオンシップで出会った不思議な少女、百瀬華実を追いかけ、異界王が支配する異界グラン・ロロ「赤の世界」へ飛ばされてしまう。その世界、グラン・ロロは赤・紫・緑・白・黄・青の6つの世界からなる「バトルスピリッツ」によるカードバトルこそが至高の戦いとされる異界であった。
ダンは異界王に反逆する異界魔女マギサから、異界グラン・ロロの命の源であるマザーコアを守護するためのコアの光主「赤の戦士」であると言われる。突然のことにダンは戸惑いを隠せなかったが、異界王が赤の世界で異界人達をさらい奴隷のように扱っていることを知り、異界王を倒して世界に平和を取り戻すため、マギサ、家族をさらわれた赤の世界の子供ズングリーと共に、赤の世界を旅することとなった。
ダン・マギサ・ズングリーは、異界王に仕える白のコアの光主百瀬勇貴とその妹華実と出会い、彼らから誘いを受けるが、それをはねのける。しかし、兄と共に何かを企む華実から、ズングリーの家族は紅蓮の大地でホライゾン・ラダー建造のため働かされていることを聞かされたダン達はそこを目指すことを決める。旅を続けるダン達は、黄色のコアの光主クラッキー・レイ、紫のコアの光主ヴィオレ魔ゐ、青のコアの光主硯秀斗と出会い、クラッキー、魔ゐ達と一緒に行動するようになった。そして彼らと共に赤の世界のホライゾン・ラダーを破壊、ズングリーの家族達の解放に成功する。
ダン達は異界王の支配からすべての異界人を解放するという決意を新たにし、青の世界に向かう。異界王配下青嵐帝ブルストムによって統治され、人々が平和かつ穏やかに暮らす青の世界では、ブルストム主催によるグラン・ロロチャンピオンシップが開催され、ダン達は異界王に近づくべく出場。チャンピオンシップの最中、ダン達は緑のコアの光主兵堂剣蔵と出会い、華実がマザーコアの光主であることを知る。優勝するもブルストムに敗北し異界王のもとに連行されることとなったダン。マザーコアを制御するための青の世界のホライゾン・ラダーによる影響で体の負担に苦しむ華実を見た勇貴は、自戒のために、妹の身を案じてくれたマギサ達に華実を預けることを決める。

### その男、異界王
連行され、ついに異界王と出会ったダン。かつてマギサから魔力を奪ったこともあり、全知全能と称される異界王は車椅子に腰かけた老爺であった。異界人全ての開放と異界王がグラン・ロロから立ち去ることを求め、バトルに挑むダン。しかし異界王はダンと同じカードで構成されたデッキを使用し、更にダンによるライフへの攻撃を自らのエネルギーに変え、その姿を雄々しき男の姿へと変える。
異界王はダンに対して、自分によってグラン・ロロに文明がもたらされたのであり、更に疫病・貧困・戦争などの地球の悪影響を受けているマザーコアを自分が保護・管理しているおかげでグラン・ロロは崩壊を防がれなんとか平穏を保っていると言い放つ。そのことに対してダンは彼ら異界人にマザーコアの管理を任せてもいいのではないかというが、異界王はお前は何もわかっていないと返す。
そしてバトルでは、お互い同じデッキを使いながらも、ダンは精神的・肉体的にもじわじわと追い詰められていく。それでも必死に自分を奮い立たせて戦うダンだったが、『キースピリットの対決の勝利』にこだわった結果、『フィールド全体に目を向けていた』異界王に完敗を喫した。ダンの心の赤のシンボルは砕かれてしまったが、砕かれてなお輝くダンの赤のシンボルを見た異界王は、光主のシンボルを傷つけるほどコアの結束は強まりマザーコアは輝くという自身の仮説への確信を深める。
勇貴の判断の元、マギサ達の元に返還されたダン。砕かれたシンボルは華実の力により回復するが、彼の心はまだ異界王への敗北に恐怖し、バトスピから離れようとしていた。しかし、自分のために奮戦する仲間の姿を見てダンは戦う気持ちを取り戻す。そして勇貴も、異界王がマザーコアの力を手に入れるため華実を傷つけようとしていると知り、異界王の元を離反。ダン達光主に協力を求め、自分達の過去を明かす。勇貴と華実の前世は、結ばれるはずだった白の世界の王と緑の世界の姫君であり、婚姻の日に異界王に滅ぼされた過去を持っていた。転生を経て二人は兄妹として再会し、勇貴は華実の体を苦しめるマザーコアの光主という使命から彼女を解放するため、全ては妹のために異界王に従っていたのであった。結集した6人の光主と華実は、異界王のマザーコアの支配を止めるために行動を開始する。
光主達は異界グラン・ロロへ人間が侵入するためのゲートが永遠に開かれないようにするため、自分達の命（シンボル）と引き換えに異界王管理下・マザーコアを制御する6つのホライゾン・ラダーの破壊を行うことを決意する。対する異界王も人形クグッツ達をホライゾン・ラダーに配置し光主達を迎え撃つ。6つのバトルは熾烈な攻防の末、光主達の勝利で幕を閉じ、ホライゾン・ラダーの核グランド・コアも破壊され、残ったホライゾン・ラダーの装置も光主達のシンボルで制御されたかに思えた。
しかし命をかけたダン達の行動も全ては異界王の掌の上だった。本物のグランド・コアはクグッツ達に内蔵されており、バトルの光主によるライフへのアタックを通じてエネルギーが蓄積されていたのである。十分なエネルギーが蓄積された6つのグランド・コアの力を通じて、異界王はマザーコアを操り、ついに自身の目的である異界グラン・ロロと第七の異界「地球」の融合を果たす。そして異界王は、自分が疲弊した世界を治め、導くことを世界に宣言した。

### 決戦
生き残った光主達は合流を果たし、異界王との戦いを続ける気持ちを新たにする。一方、世界各国首脳は異界との融合に驚き、皮肉にもこの事態により各国の対立は一時的に中断、全権をアメリカ大統領ジョージ・トールマンに一任し、トールマンは異界王との交渉に赴く。異界王はトールマンに対し、コアのテクノロジーを使えば世界中の環境を癒し恵みをもたらすことも、破壊に導くこともできると利益と脅しを交えながら、地球の技術では不可能なコアのテクノロジーを交渉材料にトールマンを指揮下に加わるよう勧誘。従うならば『バトルスピリッツのルールの下に戦う』ことを指示する。異界王の恐ろしさ・野心を知ったトールマンは一度は意思を曲げて彼の指揮下に入ることを考えるが、ダンとのバトルを経て彼らのただただまっすぐな思いを知り、光主達に味方することを決意した。
ダン達はトールマンの助けを借りてマギサのデッキを取り戻すことに成功し、マギサは異界魔女としての力を取り戻す。一方異界王はコアのテクノロジー等を交渉材料に各国首脳陣と同盟・協力関係を築き上げ続け、その影響力を拡大していく。しかしそれすらも前座に過ぎず、異界王は自分の影響力を無視できないものにすることで、世界経済・政治を陰から支配するフィクサー達と接触することに成功する。彼らフィクサーとも協力関係を築き上げ、ついには事実上の世界征服をも成し遂げてしまった。だがそれでも満足できない異界王はマザーコアの光主である華実を襲い、彼女のマザーコアのシンボルを奪う。華実は次の転生で勇貴との再会を誓いながらその命を散らすのだった。そして華実との戦いすらも異界王は、フィクサーの協力による情報操作の元、自分への信用を高めるために利用してしまう。
ダン達光主は華実を失った悲しみに暮れながらも、それぞれのやり方で異界王に決戦を挑む。マギサ達の支援の元、ダン達は異界王と対面し、異界王はかつて周囲全ての人間に理解されず侮蔑されたことに失望して異界に帰り異界王として文明を築き上げた自分の過去を語った。そして、貧しさと豊かさ、戦争と平和、そんな世界の矛盾を知ってしまった異界王は、その矛盾を破壊するため、憎しみ・怒りと共に、マザーコアの力を持って世界に氷河期をもたらして未熟なる人類と野蛮な異界人の進化を促す「選別」を行い、新世界を作り出そうとする。ダン達はそんな異界王の本性を世界に知らせ、ダンは異界王にマザーコアの光主のシンボルを賭けてバトルを挑んだ。
ダンは光主達のカードの力を借り、ついに異界王をバトルで打ち破ることに成功する。マザーコアをダンに授けながら異界王は「お前達が生きる時代は俺が創った時代だ。忘れるな…」と言い残し息絶えるのだった。マザーコアの力に耐えきれないダンを見たマギサは、マザーコアのシンボルを自分が受け取って女神となり、異界と地球を再び切り離すことを決意する。全てが元の場所に戻る別れを前に、ダンとズングリー達はいつかの再会を誓うのだった。
戦いを終えた光主達は、しばしの時を経て再会し、使命にとらわれない純粋なバトルを楽しんだ。

## 登場人物

### 主要人物
馬神 弾（ばしん ダン）
声 - 大浦冬華
所有Xレア：龍星皇メテオヴルム、龍皇ジークフリード、激神皇カタストロフドラゴン（一時的に）、超神星龍ジークヴルム・ノヴァ、大天使イスフィール、剣王獣ビャク・ガロウ、巨人大帝アレクサンダー、魔界七将ベルゼビート
本作品、そして続編の『ブレイヴ』の主人公。コアの光主の1人赤の戦士で、主に赤属性のカードを使用。「雷皇龍ジークヴルム」や「龍星皇メテオヴルム」など「激突」を持つスピリットを切り札とし、他のカードバトラーからは「激突王」と呼ばれている。中学1年生。好物はカレーライス。
裏表がない真っ直ぐな性格の持ち主で、考えるよりも先に行動するタイプ。誤解されて自分が損をすることもあったとしても、誰かのために行動する優しさと熱い心を持っている。その性格から他人からはよく「暑苦しい」と思われることもあるが、クラッキーからは「ただただ真っ直ぐなんだ」と言われている。彼の性格や行動は敵味方問わずに他人の心に影響し、周囲を惹きつける。
ハイランカーなだけあって相当な実力を持つが、戦い方がワンパターンで相手に戦略を読まれやすいと、勇貴やクラッキーから指摘されている。この戦い方が原因で敗北することもあるが、それでも本人は赤の戦士である前に激突王でありたいと頑ななまでに【激突】を主とした戦い方にこだわっている。また、激突を使いこなして異界王に勝利しなければ激突王と呼ばれる意味がないとも語っている。
赤のホライゾンラダーを壊し、収容されていたミミ族とグリ族(ズングリーの家族)を救出した後は、異界は人間のものではなく異界人のものであり、グラン・ロロを異界人に返すべきとして異界王を倒すことを決意する。
青の世界ではグラン・ロロチャンピオンシップに出場し、決勝で剣蔵を破り優勝する。異界王への面会をかけブルストムと対戦するが「鎧神機ヴァルハランス」と「神機グングニル」の前にペースを乱され敗北、異界王の下に連れて行かれた。その道中では異界三巨頭の一人パンテーラと対戦し彼と友情を築く。その後、「知恵の間」で異界王と対面しバトルをするが、自らのバトルスタイルにこだわっていたために、異界王に戦略の全てを見通され、異界王のプレイングの前になす術なく敗北。バトルフォームもろとも心の赤のシンボルも砕け散って心神喪失状態に陥った。
その後、勇貴によってヴァイオレット号に送り返され、華実の力とスピリットの呼びかけによって割れたシンボルも修復され、遂に意識を取り戻す。しかし、敗北の恐怖に支配され、もうバトルはしないと語りズングリー達を困惑させる。だが、レオンがヴァイオレット号を襲撃した際、ジュリアンに連れ込まれる形で剣蔵とレオンのバトルを観戦し、バトルへの情熱を呼び覚ました。
復活後、ズングリーからはネクサス「太陽石の神殿」を、ジュリアンからはマジック「メテオストーム」を受け取り、ゴーダとのバトルにてジークヴルムやメテオブルムとそれらを組み合わせた「流星の激突コンボ」を完成させる。マギサの計らいでバトルフォームもパワーアップした。ブルストムとヘリオストムとのタッグバトルでは、即席でクラッキーとタッグを組み、苦戦をしつつも勝利する。藍紫の監獄を後にし、勇貴から協力を求められると硯のいる青の世界へ赴き、ズングリー含む全員のデッキを賭けたバトルを制し、硯の心を開くことに成功した。
グランドコアを巡る動乱ではパンテーラと戦い、パンテーラに勝利するも、異界王の罠にかかり現実世界に戻される。現実世界に戻される着前に、パンテーラから超神星龍ジークヴルム・ノヴァを受け取る。その後は大統領やDr.フランカーと戦い、これを制す。その後、華実を失い絶望した勇貴を救い、他の光主達からXレアを託され、異界王との最終決戦に勝利した。
ふたつの世界を救い、マザーコアを取り返してその闇を振り払うが、人間には強すぎる力のために苦しむが、間もなくマギサが力を引き継いだため解放された。最終決戦後は剣蔵の別荘で同窓会と称して光主達と再会し、勇貴とバトルを行った。
ダンを演じた大浦は、監督の西森章から「いわゆるヒーローではなく、普通の男の子を演ってください」として演じるよう言われたといい、最初の頃はキャラがつかめず大変苦労したため、収録現場には大浦を励ますため差し入れを入れる風習が始まったという。

百瀬 勇貴（ももせ ゆうき）
声 - 櫻井孝宏、大浦冬華（幼少時代）
所有Xレア：鎧神機ヴァルハランス（一時、硯に渡るが再び戻る）、翼神機グラン・ウォーデン、天帝ホウオウガ（元は華実のもの）、終焉の騎神ラグナ・ロック
ダンの最大のライバル。華実の兄で妹を何よりも大切に思っている。コアの光主の1人白の戦士で主に白属性を使用。切り札は「鉄騎皇イグドラシル」で、系統「戦騎」「武装」や「装甲」の効果を持つスピリットを多用する。高校1年生。
異界王の側近「異界三巨頭」の1人。妹のこと以外は感情をあまり表に出さない性格で、かつては冷酷とまで言われていた。強力な魔力を持ち、衝撃波を出したり、瞬時に大剣を具現化することができる。当初は自らを「全能」と称し、マギサも知らなかったことを知っていたため、ダン達から異界王と思われていた。
異界王がマザーコアの力を得るために華実の命を削ろうとしていることを察し、異界王側を離反。バトルフォームを軍服のような黒い服に新調して、華実を守るために他の光主に協力を求め、ダン達と協力する。
前世は遠い時代に異界王によって滅ぼされた白の世界の王。結ばれるはずだった緑の世界の姫君と兄妹として生まれ変わった。クロタールとのバトルでは、華実と共に白と緑の混色デッキを使用した。
しかし、白の世界の薔薇の園で異界王の襲撃で華実を失ってしまう。ダンの助力のおかげで華実を失った事実を静かに受け入れ、最終決戦前には「ブリザードウォール」をダンに託した。

百瀬 華実（ももせ かじつ）
声 - 本多陽子
所有Xレア：天帝ホウオウガ、終焉の騎神ラグナ・ロック
勇貴の妹。勇貴のことは「兄様」と呼んでいる。ダンと同じく中学1年生のハイランカー。他のコアの光主を判別でき、異界へ導いている。他にも虫や植物を操ることができる不思議な能力を持つ。通称「虫愛ずる姫君」。異界では虫を思わせる黒と緑の羽のついたドレスを纏っている。
主に緑属性を使用し、「賢者の木の実」によるコアブーストから大型スピリットを召喚する戦術を用いる。
彼女も兄と同様に異界王側に属している。一見神秘的な雰囲気を持つ色白の美少女だが、興味のない者や一番の興味である兄の邪魔をする者には容赦がない冷徹さを持ち、喜怒哀楽の感情の起伏が少ない。しかし幼い時の表情は豊かだった。甘いものしか食べない。
当初は緑の戦士かと思われていたが、実はマザーコアの光主で、すべてのコアの光を持ち、マザーコアと感覚が繋がっている。また、バトルが行われることでマザーコアにコアの光が溜まることを感じ取ることもできる。しかし、マザーコアの力は人間の体には負担が大きいらしく、バトルが行われるたび体に負担がかかり、異常をきたしている。魔ゐの元に身を寄せていた当初は、異界王側の人間としてズングリーやクラッキーからは疎まれていたが後に和解している。
疲れを癒すために白の世界の薔薇の園を訪れるが、そこでマザーコアを狙ってやってきた異界王（クグッツ）の襲撃に遭い、兄を守るため力のすべてを解放して立ち向かうが、マザーコアを奪われてしまう。そしてマザーコアを失った彼女は、涙ながらに勇貴との次の世代での再会を信じ、体は光る無数の蝶に変わって消えていった。世界が分離する際も別れの言葉を告げて飛び去っていった。
前世は白の世界の王と結ばれる筈だった緑の世界の姫君であり、その記憶が刻み込まれている。勇貴よりも早く前世の記憶に目覚め、幼い時に能力が発現し、両親を含めた周囲の大人たちから化物扱いされてしまった結果、兄を思って感情のままに能力を使用してしまい、兄を除く全てを失ってしまう。
漫画版では設定が大幅に異なり、元は友達もいる普通の少女だったが勇貴を庇って事故死し、異界では生きても死んでもいない体で存在していた。

クラッキー・レイ
声 - 小野大輔
所有Xレア：大天使イスフィール
中学3年生でハイランカー。コアの光主の1人黄の戦士で主に黄属性を使用。美少女系スピリットとマジックのコンボを主軸とする「ハーレムデッキ」を使用。通称「光の貴公子」。
ナルシストで陽気な人物。女性からやたらとモテまくり、いちいち気障な台詞を発する。よく女性のことを「ベイベ」と呼ぶ。自分のスピリットを溺愛しており、よくカードを磨いたり、キスしたりしている。優男に見えるが、腕っ節も強い。洒脱な見た目に対して実は苦労人であり、続編では家族がいないことが本人から語られている。
ミミ族の用心棒をしていた時に敵と誤解されたダン達と出会う。村を襲撃したデスマッチ団を撃退した後はダン達の旅に同行する。当初はダンの暑苦しい人柄やその戦い方を批判していたが、現在ではダンの良き理解者となっており、ダンと組んでタッグバトルをした際は、当初は喧嘩しながらも絶妙な連係プレイを見せている。
異界王との最終決戦時には、「大天使イスフィール」をダンに託した。
クラッキー役の小野大輔のblog「クラッキートーク」がメ〜テレ公式HP内で連載されていた。

ヴィオレ魔ゐ（ヴィオレ まい）
声 - 川澄綾子
所有Xレア：魔界七将ベルゼビート、魔界七将アスモディオス
中学2年生。コアの光主の1人紫の戦士で、主に紫属性を使用。オフショルダーのワンピースを纏っている。ネットアイドルで彼女が運営しているブログ「ぱーぷるとーく」はその筋で表彰されるほどの人気と知名度を持つ。名前はハンドルネームで本名は不明。バトルスピリッツの大会には常連の実力者。「呪撃」を持つスピリットで牽制しつつ、切り札「魔界七将ベルゼビート」の効果で一気に勝負を決める戦術を用いる。異界王配下の兵士を肉弾戦で難なく倒す格闘能力を持つ。
華実に誘われ異界グラン・ロロに行く。その後、ナミーやセルジュと出会い、セルジュと共にヴァイオレット号で各地のカードスタンドを回っていた。ダン達と出会ってからはズングリーの家族が囚われているホライゾンラダーへ送り届けるためにダン達に同行する。地球とはネットが繋がらないため、旅の間はパソコンを使ってブログの「書き溜め」をしていた。
華実を預かってからは体調不良の華実の面倒を見ており、華実に対して理解を示していた。黄色の世界でパンテーラとのバトルに敗北し倒れているところを、ナミーに拾われ紫の世界にある藍紫の監獄に囚われてしまう。そこでナミーとのバトルを制し、過去の因縁に決着を付けた。同時に涼子から「魔界七将アスモディオス」を受け取った。
異界王との最終決戦時には、「魔界七将ベルゼビート」をダンに託した。決戦後はセルジュとの別れを惜しみつつも地球に残った。剣蔵宅でも相変わらずブログの更新は行っている。
サンライズのHP内には彼女のブログ「ぱーぷるとーく」が実在している。
髪型のおさげは世界制服セキララ女学館の主人公がモチーフ。

硯 秀斗（すずり ひでと）
声 - 岡本信彦（1話）→阪口大助（7話以降）
所有Xレア：英雄巨人タイタス、機動要塞キャッスル・ゴレム、超獣王ベヒードス、巨人大帝アレクサンダー、巨神機トール、凍獣マン・モール、神造巨兵オリハルコン・ゴレム
中学1年生。コアの光主の1人青の戦士で、主に青属性を使用。切り札「巨人大帝アレクサンダー」をはじめ、強襲を持つスピリットとネクサスのコンボを好んで使用し、青属性の特性であるデッキ破壊を得意とする。重度のカードコレクターで、カードを傷つけないためにバトル時には手袋をはめるなど、カードの取り扱いには神経質である。カードに執着するあまり、Xレアカードを手に入れるためには手段を選ばない強引な一面を持つ。趣味は爪切りで、常に爪切りを持ち歩いている。爪を噛む癖がある。
人と積極的に関わろうとせず、感情を内に秘めてしまう性格。ダンには「見た目と違い熱いやつ」と言われていた。根は善人だが、中学校で同級生から「ヒデブー」と呼ばれカードを不当に奪われるなどのいじめに遭ったためか人間不信の傾向が強く、「人のために戦う」ことに疑いを持っている。
青の世界では裏Xレアを手に入れるために大会に参加。ブルストムの世話役を務め、「巨人大帝アレクサンダー」を手に入れた。大会では順調に勝ち上がるが、禍道に体を乗っ取られたために本人の知らないうちに敗戦してしまう。ブルストム失脚後は次代の「青嵐帝」として青の世界の王になった。
勇貴から協力を求められ、自分には関係ないと突っぱねたが、バトルを条件にして勝利を収め、彼から「鎧神機ヴァルハランス」と「神機グングニル」を手に入れた。その後、再度ダン達から力を貸してほしいと頼まれるが、「誰かのため」ということで過去の自分を否定し続けていたが、ダンとのバトルでその恐怖を断ち切り、彼らに協力することを決意する。それと同時に、勇貴にヴァルハランスとグングニルを返した。その後はダン一行と行動を共にし、グランドコアを巡る動乱の後には青嵐帝の座をブルストムに返上した。
異界王との最終決戦時に、ヴァイオレット号に残してきたサブデッキの中から「巨人大帝アレクサンダー」をダンに託し、ブルストムや異界人達とともに荒れ果てた大地を耕していた。

兵堂 剣蔵（ひょうどう けんぞう）
声 - 遠藤綾
所有Xレア：剣王獣ビャク・ガロウ
小学3年生。コアの光主の1人緑の戦士で、主に緑属性を使用。少女と見紛うような中性的な外見の少年。小学1年生の時からバトスピの大会で頭角を現し、勇貴は「華実よりも強い」と評すなど、かなりの実力を持つ。
相当な自信家で慇懃無礼な性格だが、根は素直で、憎まれ口を叩きながらも一行に協力する。復活前のマギサからは必ず間違った名前で呼ばれ、「剣蔵です!」とつっこみを入れるのが定番になっている。
無敵のカードバトラーになることを目的としており、その願いを叶えるためにグラン・ロロチャンピオンシップに参加した。勇貴達と行動してこともあるが、自分の目的以外に興味がなく、彼らの行動理由を知らず仲間意識もなかった。また、グラン・ロロがどうなろうとも構わないという無関心な態度をとっていた。
チャンピオンシップではクラッキー、硯を連破し、決勝戦でダンとバトルするも敗北。その後は成り行きでヴァイオレット号に身を寄せたが、レオンの策謀により彼のポーチに発信機が取り付けられていたため、ヴァイオレット号の行き先が筒抜けになり、容易な追撃を許してしまう結果となった。
そのことに責任を感じて以降、率先してレオンと対峙し時間稼ぎを行なうなど、徐々に仲間意識が芽生えていく。
チャンピオンシップの決勝戦でダンに敗れるまではバトスピの試合で負けたことが無かったらしく、敗北した際は思わず泣き出してしまった。その後はレオンに連敗するなど勝率は芳しくない一方、精神的には次第に成長していった。
父親は総理陣の生殺与奪権(選挙における投票の是非など)を握るほどの政界のフィクサーらしく、彼も首相や幹事長などに対して対等以上の発言ができる。
異界王との最終決戦時には、「剣王獣ビャク・ガロウ」をダンに託した。
決戦後は光主達を別荘に招いている。

ズングリー
声 - 洞内愛
異界に住むグリ族の少年。訛りのある口調で話す。口癖は「んだ」。天真爛漫な性格でダンとはすぐに友達になった。得意なことは料理作りで、主にダンの好きなカレー作りで一行の料理番を担当している。
ダンに村を救われ、異界王の配下に連れ去られた家族を取り戻すべくダンと行動を共にした。家族を救出した後も自分の家族のために力となってくれたダンに報いるために今度は自分がダンの力になるとして行動を共にする。
カードの腕前は素人で、デッキは40枚を揃えるのがやっとで色が統一されておらず未完成の状態。ダンに憧れ、将来はダンのようなカードバトラーになることを望んでいる。ダンとは自分の「アンキラーザウルス」をトレードしたのをきっかけに、度々カードトレードを行っている。後に異界王とのバトルから復活したダンに赤のネクサス「太陽石の神殿」、最終決戦前に赤のマジック「ビッグバンエナジー」をプレゼントしており、2枚ともダンの力となっている。
ダンと異界王の最終決戦をマギサと共に見届け、別れ際には自らが作ったカレーを残し、ダンから再会を誓う証として、ダンのキーカードであった雷皇龍ジークヴルムを受け取りグラン・ロロへと帰っていった。
デザインの際のイメージは銀河漂流バイファムのケンツ・ノートン。

マギサ
声 - 雪野五月
所有Xレア：魔導女皇アンブロシウス
ダン達と共に行動する異界魔女。見かけは若いが年齢は4029歳である（本人曰く、魔女では適齢期らしい）。明るく正義感が強い性格。ただし恋愛遍歴はかなりのもので、安倍晴明とも知り合いだったらしく、現在も婚活は続いている。持っている杖でコアの光主を判別することができる。
元カードバトラーだったが、異界王に敗北した際に魔力の源であるデッキを奪われたため、本人曰く「出がらし」魔法しか使えなくなっている。使うデッキはスピリットは魔導女皇アンブロシウス1枚で、残りのカードはマジックとネクサスという、究極のマジックデッキを使用し、一戦交えた異界王によればなかなかの使い手だったらしい。ネクサスでコアを増やし、マジックでドローをし、アンブロシウスを引くまでは、マジックでライフを守りつつアンブロシウスを場に出し準備が整ったら、マジックを使う事でアンブロシウスの効果により自身が回復し、アンブロシウスの怒涛の連続アタックで、一気にライフを削り切ると言う物である。
ダンが現実世界に連れ戻された際、ズングリーと共に現実世界にやって来ている。フランカーとのバトルを経てデッキを取り戻し、魔力を取り返した。それからは青い絢爛な衣装を身に纏い（裏設定によれば魔女服の下は裸体）、同時にそれまでのような自堕落な面は見せなくなった。
最終決戦でダンがマザーコアを取り戻した際、マザーコアを宿した彼の肉体がその力に耐えられないことを悟り、マザーコアの光主そして女神となり、異界と現実世界の通路を封印してふたつの世界を再び分離した。
「スーパーケッター」というママチャリを所有しており、硯もよく利用した。

セルジュ
声 - 平川大輔
魔ゐの執事でヴァイオレット号の操舵手。大きく尖った耳が特徴的な異界魔族。誰に対しても丁寧な口調と物腰で接し、近しい人間は「様」付けで呼ぶ。メカニックとしての腕も確かで、操艦技術も高い。カザンが放ったメカの包囲から逃れたり、異界王の兵士を蹴散らすなど、運動能力にも優れる万能執事。
かつてはナミーの執事だったが魔ゐの器の大きさに惹かれ、彼女に付いて行った。
決戦後は魔ゐと別れ、グラン・ロロへ帰っていった。

### 異界王とその関係者
異界王（いかいおう）
声 - 小山力也、坂東尚樹（老人時）
所有Xレア：龍星皇メテオヴルム 、幻羅星龍ガイ・アスラ
異界を支配している人間。マギサからデッキを奪ったことで魔法を使うことができる。自らを異界に知恵と秩序と文明を齎した全能の存在と称し、光主達の行動を先読みし先手を打つなど策謀にも優れている。異界を変えたことに不満を抱く異界人がいる一方、無敗を誇るバトスピの腕によって築かれた磐石な権力基盤により、多くの異界人が彼の配下となっている。
六つの属性の全てを使いこなせるが、本気でバトルする時には切り札「幻羅星龍ガイ・アスラ」を扱うことに特化したデッキを使用する。
その正体は大航海時代の人間。スペイン出身で1451年生まれ。地球では死んだことになっており、墓も立っている。航海の果てに辿り着いたグラン・ロロに可能性を見出し、故国の王に「異界を植民地に」と進言するが、痴れ者扱いされた上に自らが記した異界見聞録も焚書に遭う。人間の見識の狭さに対する失望を抱きながら一人グラン・ロロへ帰還。世界の成り立ち・構造を学んだ彼は、やがて原始的な生活を送っていたグラン・ロロに文明をもたらし、「異界王」と呼ばれるようになった。そして、最終的には地球とグラン・ロロを融合させて、地球をグラン・ロロの植民地にしようと企む。
ダンとのバトルでは、彼のデッキを真似てミラーマッチを挑み、バトルの主導権を終始握ったまま完勝する。その際、当初は車椅子に座るほど老いた体が、スピリットの攻撃をライフで受ける度に若返り、バトルが終了する頃には見違えるほど若返った。
そして、自らの目的のためにマザーコアにエネルギーを送るために光主達に戦いをけしかけ、光主達がグランドコアを破壊しようとすることを逆手に取り、彼らがホライゾンラダーでの戦いを制した時、パンテーラ達を使って世界を融合させる。
その後、世界を支配するためにコアの力を用いたコアシステムの技術を提供することで、各国の代表を説得し、従わせようとする。そして、白の世界で華実を襲撃し、激しい戦いの末、彼女からマザーコアのシンボルを奪い、マザーコアの力を手に入れる。さらに、その戦いを世間に公表し、華実を悪役に仕立て上げることで自分の力と「異界王は正義の味方」というイメージを人々に印象付け、世論を味方につける。
最後は氷河期を起こすことで、増えすぎた人類を淘汰し、「貧困と混乱」「飽食と平和」、そんな矛盾なき新世界の創造を目論むが、それをよしとしないダンとエベレストで決戦。敗れた異界王はダンに対し、「グラン・ロロと地球を変えた事実は残り、これからの時代は自らが作った歴史である」と言い残し消滅した。
漫画版では、目的は地球をバトルフィールドに変え六属性の束縛からスピリット達を解放し自由を謳歌させ、人類の歴史に終止符を打つことである。かつて異界に訪れたときにマギサと共に旅をしていたことがあった。
初期案では、少年にまで若返る案もあった。

#### 異界三巨頭
百瀬 勇貴
#百瀬 勇貴を参照。

レオン
声 - 宮内敦士
所有Xレアカード：凍獣マン・モール、魔龍帝ジークフリード、魔帝龍騎ダーク・クリムゾン、天帝ホウオウガ、蛮騎士ハーキュリー  
異界王配下最強のカードバトラー3人「異界三巨頭」の1人。ライオンのような形をしたバトルフォームを身につけた厳つい男。
通称「幻惑のレオン」。紫のカードをメインに、様々な色を組み合わせた混色デッキの使い手であり、バトルの度に様々な色のデッキを使い分け、相手はレオンの戦法を読めないことから「幻惑」と評される。
その武人めいた見た目とは裏腹に、バトル面でも政治面でもかなりの策士。勇貴を失脚させようと目論み、全能と呼び崇拝している異界王に対しても、いずれは彼に取って代わることを考えている。良くも悪くも野心に満ちた、向上心の高い男。元はゴールドラッシュに沸く西部開拓時代の人間であり、リボルバーとは親友だったが、砂金の取れず貧しい生活を送る男だった。周囲はでたらめだと思っていた異界見聞録を信じており、異界で成り上がる可能性を信じ、グラン・ロロに来て異界王の配下となった。
異界王の策略の元、世界が融合した後は異界王の策謀に感服。世界融合後は、世界に向けてメッセージを送るなど、異界王の手足として働いていた。
最後は自分もまた異界王の役に立ちたいとマギサとのバトルに挑むも敗北。彼の野心を見抜いていた異界王によって元の時代へ送り返され、手に入れた地位をすべて失い、元の砂金採り男の世界になってしまった。

パンテーラ
声 - 諏訪部順一
所有Xレアカード：魔龍帝ジークフリード、魔帝龍騎ダーク・クリムゾン、超神星龍ジークヴルム・ノヴァ（後にダンに進呈）
「異界三巨頭」の1人。全身黒ずくめのスーツとサングラスをしている男。外見は人間だが、黒い肌に白の縦線が入っている。その正体は異界王によって作られたロボット(人形)であり、異界王のことを「閣下」と呼び忠誠を尽くしている。「異界王を倒すために異界王によって作られた」とのことだが、今まで38279691回挑みながらも全て敗北している。 ヴァイオレット号を乗り物なしで追跡したり、船の装甲を素手で破って侵入したりと強靭な肉体を持つ。
通称「灼熱のパンテーラ」。赤属性をメインにした紫属性との混色デッキを使用し、相手を焼き尽くすそのバトルスタイルから「灼熱」の異名がついた。更に「魔帝龍騎ダーク・クリムゾン」により「魔龍帝ジークフリード」をノーコストで召喚し、圧倒的な力で相手をねじ伏せる「龍帝コンボ」を切り札にしている。過去、異界王に挑もうとした1000を超えるコアの光主を彼は倒している。
人形ゆえ元々は心を持たなかったが、ジュリアンとのバトルを経て、バトルに対する熱い感情を身につけていき、ダンとのバトル以降もその感情は高ぶり、ダンとのバトルを楽しみにするなど、本人も気付かないうちに人間らしくなっていっている。
最後は、赤の世界のホライゾン・ラダー廃墟跡にてグランドコアを求めるダンと再び相見える。どちらが最強の赤使いに相応しいか決めるべくバトルを行い敗北。バトルの際には想定外のマジックで冷静な判断力を失ったり、逆にブラフをかけたりするなど以前よりも人間らしくなった様を見せ、ダンとのバトルに満足していた。
敗北後、異界王の策略によってグランドコアの役割を果たさせられる直前、ダンとのバトルの中で自身の体に生成された「超神星龍ジークヴルム・ノヴァ」をダンに託し、消滅した。

#### 配下
カザン
声 - 乃村健次
異界王配下のカードバトラー。筋骨隆々の軍人タイプ。通称「呪撃のカザン」が示すように、デッキは紫属性で呪撃を多用する（ただし、劇中のバトルで呪撃を発動させたことはない）。ズングリーやノンビリーの住む村を襲いノンビリーのデッキを奪うもダンに敗北。敗北時の約束を守るなど律儀な面もある。
実はダン達の時代よりも未来から来た人間。未来の地球は度重なる汚染で荒廃したため、未来の人類をグラン・ロロに移住させようと考えていた。
当初は勇貴の部下だったが、彼の人柄を見極め、離反した勇貴に自身も従う。そして勇貴に、彼によく似た元の時代にいた頃の部隊の隊長から託されたカード（翼神機グラン・ウォーデン）を彼に託した。
異界王が世界を融合させたことで自分が知らない歴史が始まるが、望む未来の可能性を信じ、帰っていった。
クラウン
声 - うえだゆうじ
異界王配下のカードバトラー。眼鏡をかけたマジシャンのような男。通称「マジカル・クラウン」が示すように、デッキは黄属性でマジックにこだわりを持つ。カザンからダンのことを聞きバトルするも敗北。しかしカードを使ってダンを異界に閉じ込めた。
リボルバー
声 - 中田譲治
所有Xレア：蛮騎士ハーキュリー 
異界王配下のカードバトラー。ガンマン風の男。通称「早撃ちのリボルバー」が示すように、緑属性と神速を愛用する。「スピーディーかつクイックリー」が信条。スタートステップからメインステップまでを高速で行い、ズングリーに早いと驚かれていたがマギサから「あんま意味ないけど」とツッコまれていた。ダンを「激突ボーイ」、華実を「リトルプリンセス」など、相手を特徴的な呼び方で呼ぶ。グリーンカレーをこよなく愛しており、それを広めることを目的として、異界王の指示の元でダンと戦うも敗北。彼に「龍皇ジークフリード」を渡し、異界王配下を抜けることを決めて姿を消した。
元はゴールドラッシュに沸く西部開拓時代の人間で、幻惑のレオンとは親友。レオンはチリビーンズより彼が作るグリーンカレーの方が好きだと語っていた。
モデルは本作品のプロデューサーである若鍋竜太であることが、公式サイト上でも示唆されている。
キャルマー・フォン・ベルガー
声 - 下野紘
所有Xレア：巨神機トール
異界王親衛隊・シルバーナイツの隊長を務める異界人の少年。自分を「我輩」、相手を「貴公」と呼ぶ。自らの家名に誇りを持っておりプライドが高い。白属性の使い手。
最終決戦では軍の武装解除をかけてクラッキーとバトルを行い敗北。その後、異界王の行動に対し、どうしていいか解らずにうろたえているところを自分で考えろと魔ゐに叱責され、異界王の暴走を見て異界王側を離反。戦いの後は部下と共にグラン・ロロへと帰って行った。

ミラ
声 - 根谷美智子
紅蓮の大地に張られた結界の入り口である城門を守る門番の美しい女性。クラッキーとバトルする中で、閉ざしていた心を開放していく。青属性の使い手。その正体は数百年前の人間であり、すでに故人である。かつて城門を守っていたが、旅の者達を招き入れた際に彼らに国を滅ぼされた過去を持つ。国が滅び、自身も魂のみの存在となった後に華実達の仲間となる。クラッキーに敗北した後、成仏した。

ブルストム
声 - 杉野博臣、梶裕貴（少年時代）
所有Xレア：キングタウロス大公、要塞皇オーディーン、暴双龍ディラノス、大天使ミカファール、英雄巨人タイタス、巨人大帝アレクサンダー、大天使イスフィール、神造巨兵オリハルコン・ゴレム
青の世界の統治者「青嵐帝」であり、グラン・ロロチャンピオンシップの主催者。青い髪の巨漢で、かなりの肥満体。手伝いをするとカードをくれる。
本来は青属性の使い手だが、ダンとのバトルでは心理戦の意味合いもあって白のカードを多用した。指南役であるシュラからはXレアカードばかり使うことを問題視されていたが、ダンとのバトルでは勇貴や剣蔵から「面白い」と評される妙手を連発し、それなりの実力者であることを示した。
グラン・ロロチャンピオンシップ終了後、ダンとのバトルでは「鎧神機ヴァルハランス」を勇貴から借りて勝利。しかし、なぜかチャンピオンシップは失敗だったとして異界王の命令で隠居を命じられてしまう。レオンからは、隠居は勇貴の差し金と吹き込まれ、レオンと結託して勇貴を失脚させようとし、緑の世界では華実を捕らえるために森を焼くなど強硬手段にでていた。
両親は異界魔族。異界王の支配がはじまる頃、異界王の軍門に下ることを提案したため、父のヘリオストムからは「人間かぶれ」と蔑まれてしまい勘当同然となる。
ナミーとは知り合いであり、彼女の依頼でダン・クラッキーに対し、ヘリオストムと組んでタッグバトルを行った後に和解した。昔は親子でよくバトルをしていたらしい。異界王については「家族を教えてくれただけでも感謝しなくちゃ」と父を諭した。母の涼子に対しては「ママ」と呼び甘えた表情を見せるなど、外見とのギャップが激しい。回想シーンに登場する少年時代は今とは違い痩せており、かなりの美少年。
その後、硯と再会したときは母親の命令で、以前自分が焼いてしまった緑の世界の森林を回復させるための植林に勤しんでいた。最終決戦が終わった後は再び青嵐帝に就いたようである。

クグッツ
声 - 樋口智透
所有Xレア：要塞皇オーディーン、キングタウロス大公、大天使ヴァリエル、機動要塞キャッスルゴレム
他の色の世界のホライゾン・ラダーに送り込まれたパンテーラと同型の人形。対戦相手となった光主のメタデッキを使用。
各光主のバトルデータが搭載されているのみで、バトルの経験もない新型ゆえにパンテーラのような人間らしさは持ち合わせていない。その体内にはホライゾンラダーの核であるグランドコアが内蔵されている。

Dr.フランカー
声 - 白熊寛嗣
所有Xレア：英雄巨人タイタス、巨人大帝アレクサンダー
異界王にスカウトされた「天才科学者」。地球人でありながら異界王に付くマッドサイエンティスト。青属性の使い手。
人間界と異界の技術を融合させ、周囲の人間の生命力を奪ったり、バトルでも痛みを感じない装置を開発するなどその技術力は本物。ダンの前に立ちはだかり、マギサのデッキを賭けたバトルをするも敗北した。

クロタール
声 - 菅沼久義
所有Xレア：魔界七将ベルドゴール、魔界七将デストロード、魔界七将パンデミウム、魔界七将デスペラード
異界魔族。紫属性の使い手。犬（半獣人）のような外見を持つ。残忍な性格で、負けた者に死を与える闇のバトルでしか戦わない殺し屋。異界では頼まれれば異界人も人間も殺す「暗殺者クロタール」として有名らしく、本人によれば暗殺に失敗したのは異界王と勇貴の前世である白の世界の王の2人だけであり、異界王をして「邪悪で凶暴。私の知る最悪の暗殺者」と語るほど高く評価している。
異界王の暗殺に失敗し幽閉されていたがそれでも気骨が折れるようなことはなく、異界王が「自由と白の世界をやる」という報酬付きで華実の抹殺を依頼し解放。自身も異界王の器量の大きさを認めてその任務を遂行し、華実を殺すために勇貴達の家に現れてバトルするも、勇貴と華実の力の前に敗北。勇貴の呪われた未来をあざ笑いながら消滅した。
青緑色の肌など独特の色合いが特徴的だが、これは続編の『ブレイヴ』における異界魔族のキャラクターの色合いの幅を確認するための試金石としてあえて人から離れた色合いにされている。

### グラン・ロロチャンピオンシップ関係者
ブルストム
#ブルストム参照。
ランデル
声 - 矢部雅史
グラン・ロロチャンピオンシップ参加者でハイランカー。奇抜な外見の男。硯と戦うも「巨人大帝アレクサンダー」の前に敗北した。白属性の使い手。
カカ・オマス・ハナジ・ブー・ガーナ
声 - 安元洋貴
所有Xレアカード：蛮騎士ハーキュリー 、カイザーアトラス皇帝
カカオン王国という国の王族。マギサを妻にしようとしたが、ダンに敗北し失敗する。妻は14人居る。緑属性の使い手。
ロッチ・コチョディオ
声 - 志賀克也
ガーナの従者をしている猿。
シュラ
声 - 羽多野渉、相田ことみ（少年時代）
赤属性の低コストスピリットを高速展開させて1ターンキルを行うカードバトラー。通称「攻速のシュラ」。決め台詞は「走れ!流星の如く!」。
実は元宮廷バトルスピリッツ指南役アストリア家の長男で、セイルの兄。本名「キース・アストリア」。かつてはブルストムのバトスピ指南役を務めていた。しかし、ブルストムに逆らったことで家は取り潰しにあい、カードは没収された。そのため、ブルストムに復讐を果たそうとしている。低コストスピリットを使うのもXレアカードばかりを使うブルストムへの対抗心からだった。
チャンピオンシップでクラッキーと戦うも敗北。その後、ブルストムの部屋から奪還したXレアカードを手紙とともにセイルに渡し、復讐をやめて1人のカードバトラーとして旅に出る。
セイル・アストリア
声 - 堀江由衣
シュラの妹。一人称は「わらわ」。没落したアストリア家の再興を目指している。クラッキーと心を通わせ、シュラから渡された「大天使イスフィール」を彼に託した。
闇鴉 禍道（やみがらす かどう）
声 - 大西健晴
所有Xレアカード：魔界七将ベルゼビート
かつて京都で有名な陰陽師だった男。その力を恐れられて封印されたが、Xレアカードを奪おうとした硯の体を乗っ取って復活。剣蔵と戦うも剣王獣ビャク・ガロウに恐れをなして逃亡。硯に奪われたXレアを取り戻すとどこかに去って行った。紫属性の使い手。
ガイウス・ハント
グラン・ロロチャンピオンシップに出場した青の世界の英雄。通称「筋肉王」。チャンピオンシップでは準決勝まで勝ち進んだが、ダンのライフを一つも削れずに敗北した。
ギャラクシー渡辺（ギャラクシーわたなべ）
声 - 諏訪部順一
グラン・ロロチャンピオンシップの司会。
作中での出番は第21話までであるが、後述の通り番組後半のエンディングテーマの歌唱も彼の手によるものである。

### ナミーとその関係者
全員が異界魔族である。
ナミー
声 - 大原さやか
所有Xレアカード：魔界七将アスモディオス（魔ゐとのバトル中のみ）
紫の世界のカードバトラー。セルジュのかつての主人であり、ヴァイオレット号のかつての所有者であり、魔ゐのライバル。通称「スコルピオン・ナミー」。魔ゐに敗北するまでは紫の世界の住人の憧れの的だったらしい。
その異名に相応しくサソリを象ったバトルフォームを纏い、紫属性の「骸蛇スカルピオーネ」をキースピリットに据える。
結果的にセルジュとヴァイオレット号と「魔界七将ベルゼビート」を奪った魔ゐを強く恨んでいたが、バトルを通して魔ゐと和解した。
ゴーダ
声 - 稲田徹
所有Xレアカード：魔界七将パンデミウム
ナミーの第一用心棒。ヘリオストム曰く「異界一の悪ガキ」。紫属性の使い手。
監獄内に入り込んだダン一行にモーニングスターを投げつけ、暴れたい気分のダンと戦う。「戦士」が嫌いらしく、異界王のように叩き潰してやると息巻いていたがバトルには敗北し、壁に取り込まれそうになったが助けられた。しかし監獄内をうろついているところを突如現れたヘリオストムに見つかってバトルを挑まれ、敗北したのか壁に取り込まれてしまった。
魔ゐがナミーを倒した後は復活できたようで、ダン一行を見送っている。
ガバルス・ギベリウス・ヘリオストム
声 - 楠大典
所有Xレアカード：巨神機トール
かつて異界を暴れまわった魔族の生き残り。白属性の鉄壁の守備を得意としており「磐石のヘリオストム」と呼ばれている。
ブルストムの父だが、彼を誇り高き魔族の面汚しと嫌っており、またブルストムからは恐れられている。セルジュによると計り知れない力を持っているらしい。
ナミーやマギサとは旧知の仲らしく、マギサからは「ヘーちゃん」と呼ばれることも。ナミーがダン達と戦うことを聞き、ブルストムと共にタッグバトルを挑んで敗北したが、親子の和解には成功する。
過去に異界王にバトルを挑まれたことがあるが、戦うことを恐れて妻子を置き去りに逃げてしまう。それが一家離散の原因らしい。豪胆で知られると豪語するが、前述の異界王の件もあり、妻の涼子によれば「本当は臆病な人」らしい。また、妻には頭が上がらないようである。
そういった性格を反映してか、攻撃的な言動とは裏腹に、バトルスタイルも「受け」や「待ち」を主体とした堅実なものであり、ブルストムとのタッグバトルでは基本的に指示役兼サポート役に回っていた。
涼子（りょうこ）
声 - 園崎未恵
ヘリオストムの妻であり、ブルストムの母。尼僧のような格好をしている。ヘリオストムとは2000年もの間、夫婦喧嘩をしていた。
通称「ブーメランのお涼」。袖に付けられた布をブーメランのように操る（袖に付いたまま投げずに使うことも）。また、頭部には白い尻尾のようなものがいくつも生えており、顔の周りに巻きつけている。
ブルストム達の敗北後、彼が緑の世界で行った暴挙を剣蔵が口を滑らせたことで耳にし、折檻のために別の部屋へ連れて行った。
魔ゐとナミーのバトルでは「魔界七将アスモディオス」を両者に貸与し、勝利した魔ゐに託した。

### その他
ノンビリー
声 - 平川大輔
ズングリーの兄。村では一番強いらしいが、カザンには敗北している。
ルフィア
声 - 伊藤かな恵
ミミ族の少女。ダン一行をデスマッチ団と間違えた。
ソフィア
声 - 能登麻美子
ミミ族の長。「激神皇カタストロフドラゴン」を護っている巫女でもある。
ジン
声 - 森田成一
盗賊団「デスマッチ団」のリーダー。通称「冥王ジン」。紫属性の使い手。伝説のXレアカードを狙い、ミミ族の村を襲う。ダンとバトルするも敗北した。グラン・ロロチャンピオンシップにも参加したが、シュラにワンショットキルを決められて敗北した。その後の登場時も初心者のコタローに負けており、部下とともに家来にされていた。
チュー
声 - 矢部雅史
デスマッチ団のメンバー。
コースケ
声 - 鳥海浩輔
かつて魔ゐを倒したカードバトラー。緑属性の「重装蟲キャタパルガ」を愛用し「キャタパルガ使いのコースケ」と呼ばれている。魔ゐのファンかつ彼女に異常な執着心を持っていると思われていたが、実際はファンでも何でもなく、本音はネットアイドルで金を稼いでる魔ゐに侮蔑している。グラン・ロロにて魔ゐと再び相見えるが、「魔界七将ベルゼビート」の前に敗北する。グラン・ロロチャンピオンシップにも参加していたが、敗北したようである。
ジュリアン・ファインズ
声 - 前野智昭
所有Xレアカード：龍星皇メテオヴルム（後にダンに進呈）、聖皇ジークフリーデン、暴双龍ディラノス
元赤の戦士。イギリス人。ダンと同じく赤属性のカードを使い、【激突】の効果を持つスピリットを切り札としていた。しかし、異界王に挑戦して敗れ続けてからは切り札の「龍星皇メテオヴルム」を封印し、守りに優れた白のカードをデッキに組み込んでいる（マギサ曰く「今の彼の心の現れ」）。さらに、異界王に何度も敗れたことやグラン・ロロが平和であることから異界王とバトルするだけ馬鹿馬鹿しいと考えていた。
ダンとのバトルでは「龍星皇メテオヴルム」をデッキに加えてバトルを行い、「聖皇ジークフリーデン」を召喚するもレベルを上げなかったため、ダンの「雷皇龍ジークヴルム」に倒される。結局、「龍星皇メテオヴルム」を召喚すること無く降参し、マギサに「龍星皇メテオヴルム」を渡して姿を消した。
その後ダンが異界王に負けたことを知り、再びダンの前に姿を現し、彼を励ました。そして、ゴーダとの戦いを経たダンを見て安心したのか、またどこかへと去って行った。
田中 コタロー（たなか コタロー）
声 - 齋藤彩夏
ペンタン帝国皇帝。負けたカードバトラーにペンタンの着ぐるみを着せて家来にしていた。カードバトルの腕は初心者レベルだが、ビギナーズラックで勝ち続ける。
同じく初心者のズングリーとバトルするも敗北し、ペンタン帝国を解散した。
田中 一郎（たなか いちろう）
声 - 矢部雅史
コタローの父。仕事人間で家に帰ることも少なく、カードバトルの時にしかコタローと関われなかった過去から、コタローのわがままを聞くことにしていた。
ジョージ・トールマン
声 - 中博史
所有Xレアカード：魔界七将デスペラード、暴双龍ディラノス、激神皇カタストロフドラゴン、魔龍帝ジークフリード
アメリカ合衆国大統領で世界代表。異界王と交渉を行った。赤属性のXレア満載のデッキを使用。
異界王に従うことを、「騙されていると解っていても受け入れなければならない時もある」という大人の理屈でダンと戦うが、間違ったことに屈しないというダンの叫びと、彼が異界王と戦っていることを知り迷いを捨て、ダンの激突を受け入れて敗北。以降、ダン達の戦いを支え続けた。
レオンからは「顔が先代に似てきた」と評されたが、その先代は100年以上前の曽祖父である。

## 用語
異界グラン・ロロ
6つの世界からなる異界。この世界に2000年以上前に訪れた異界王によって文明がもたらされた。異界王の庇護の下、平和を謳歌し、繁栄しているところもあれば、その圧政に苦しんでいる地域もある。全ての物事は『バトルスピリッツ』の勝敗で決定するという不文律がある。
地球の様々な時代の様々な場所(時には宇宙も)には、異界グラン・ロロにつながるゲートが開く場合があり、過去、現在、未来の様々な時代の人間がグラン・ロロを訪れている。
地球もまた、「第七の異界」であり、グラン・ロロと地球は太古の神々の手で作り出されたものだったと次回作の8話で判明する。
赤の世界
一部の人々は、異界王配下の兵達によって強制的に徴収され、ホライゾンラダー建設のために働かされていた。一方で交通網も一部では整備されており、異界人達はカードスタンドでバトスピをしたり、ステーションは移動する人や娯楽で賑わっている所もある。
青の世界
赤の世界の一部とは対照的に異界王の庇護により繁栄し、人々は平和を謳歌している。統治者は異界王によって青嵐帝に任じられた者が行なっている。
緑の世界
森に覆われた世界。虫達が暮らしている。
黄の世界
街ではカードスタンドなど人が賑わっている。
紫の世界
カードスタンドなどでは、異界魔族らで賑わっている。その一方で藍紫の監獄といったものが残っている所もある。
白の世界
作中では詳細不明。
マザーコア
6つの大陸の維持に必要なコア。「グラン・ロロの太陽」とも言うべき存在。地球が病めばマザーコアが病み、マザーコアが病めば地球もまた病む。
それから齎される恵みは華実が光主であったからこそのものであり、異界王の手にした後はただひたすら破壊と滅びをもたらす禍々しいものとなった。
またその力は人間には強すぎるらしく、生来のマザーコアの光主にして異界人の力を持つ華実でさえ体に負担を強いり、一時的にしろダンが光主となった時は彼の体が燃え盛るようなオーラに包まれ苦しんでいた。自在に操れたのはマギサの魔力を手に入れた異界王と、マギサ本人だけである。
コアの光主（コアのひかりぬし）
6つのコアに導かれし存在。マギサの杖が光主を判別できる。体内にはそれぞれの色のシンボルが宿されている。
ホライゾンラダー
異界王が作っていた謎の建造物。グランドコアを通してマザーコアにエネルギーを送る役割を持っている。
バトルフォーム
カードバトラーがバトルの際に纏う衣装。形状は人によってそれぞれ異なるが、共通してどこかにライフを示す青い5個のコアが内蔵されている。バトルでライフを減されたらバトルフォームのコアの色は消え、カードバトラーにダメージを与える。逆にライフが回復したら、バトルフォームのコアの色も元通りになる。
タッグバトルの時は、タッグバトルのライフは8個なので、バトルフォームに内蔵されるコアの数も8個になり、それに合わせてバトルフォームも頭飾り、両手にリストバンドを加えた物へと変化する。
カードスタンド
グラン・ロロの各地に点在するカードバトラー達の憩いの場。
酒場や喫茶店としても利用される他、カードダスも置いてある。
前作に登場したバトスピセンターに相当。

異界王関係
グラン・ロロチャンピオンシップ
異界王の庇護を受けた青の世界で青嵐帝の元、行われているバトスピ大会。優勝者は裏Xレアカードが貰え、異界王に願いをひとつ叶えてもらえる。
異界三巨頭（いかいさんきょとう）
異界王配下のカードバトラーの中でも最強の3人。「人間のつわもの」幻惑のレオン、「異界人のつわもの」灼熱のパンテーラ、「白の戦士」百瀬勇貴からなる。
知恵の間（ちえのま）
異界王の居城にある一室。地球の英知を集めた部屋。
あらゆるものが散乱し、乱雑に積み上げられているが、主たる異界王によれば「一見無秩序に見えるが、すべては秩序の元に組み上げられた宇宙」らしい。
異界見聞録（いかいけんぶんろく）
異界王が地球の時間で15世紀に書いた本。真実を伝えるべく書かれたものだが、受け入れられずに民衆を惑わす禁書としてほとんどが焚書の憂き目に会っている。
また、レオンと異界王を繋ぐ貴重な一冊らしく、全てを投げ売って彼に従うきっかけとなっている。パンテーラも読みたがっていたが、それが叶うことはなく、レオンの所有する一冊もレオン放逐の際に消滅した。
続編にて一冊のみが奇跡的にスミソニアン博物館から発見され、物語に大きな役割を果たす。
藍紫の監獄（らんしのかんごく）
かつて異界王が自らに逆らう者達を投獄し、粛清していた牢。現在は廃墟となっており、ナミーが魔ゐを拘束する際に使用された。
内部の壁には敗北したカードバトラー達が取り込まれており、グロテスクな態様を現している。
フィクサー
資本主義を利用して地球世界を影から支配する勢力。詳細はバトルスピリッツ ブレイヴ#用語参照。
ヴァイオレット号（ヴァイオレットごう）
ヴィオレ魔ゐが所有する陸上を走る船。以前はナミーが所有していた。
金獅子号（きんじしごう）
レオンが所有する船。ライオンを象った船体を持つ。コアのエネルギーを動力としており、アメリカ大統領らは燃料臭がしないと驚いていた。
異界魔族（まぞく）
異界人の中でもとりわけ魔術の扱いに長けた一族。

## スタッフ
- 企画・アニメーション制作 - サンライズ
- 監督 - 西森章[9]
- シリーズ構成 - 冨岡淳広[9]
- キャラクター原案 - 剛田チーズ[9]
- キャラクターデザイン - 湯本佳典[9]
- スピリットデザイン - 石垣純哉、今石進、丸山浩、ヒラタリョウ
- CGディレクター - 井上喜一郎
- CGプロデューサー - 柴田英樹
- 美術監督 - 中村典史
- 色彩設計 - 柴田亜紀子
- 撮影監督 - 貞光寿幸
- 編集 - 渡辺直樹
- 音楽 - 瀬川英史
- 音響制作 - クルーズ
- 音楽協力 - ランティス、サンライズ音楽出版
- 音響監督 - 藤野貞義
- チーフプロデューサー - 宝田寿也、尾崎雅之
- プロデューサー - 福嶋更一郎、若鍋竜太
- 制作 - メ〜テレ、サンライズ[9]、ADK

## 主題歌
オープニングテーマ「Battle No Limit!」
作詞・作曲 - 影山ヒロノブ / 編曲 - 鈴木マサキ / 歌 - JAM Project
エンディングテーマ
「君がまってる」（1話 - 33話、50話）
作詞・作曲・歌 - 及川光博 / 編曲 - ローズ高野
「バトル!ギャラクシー☆ステップ」（34話 - 49話）
作詞 - カリスマ☆銀河 / 作曲 - 太田美知彦 / 編曲 - 鈴木達也 / 歌 - ギャラクシー渡辺（諏訪部順一）

## 各話リスト
放送日は制作局のメ〜テレ基準。
| 話数 | DVD 収録 | サブタイトル                                        | 脚本           | 絵コンテ       | 演出     | 作画監督                 | 総作画監督 | 放送日         |
| ---- | -------- | --------------------------------------------------- | -------------- | -------------- | -------- | ------------------------ | ---------- | -------------- |
| 1    | 第1巻    | 激突! 雷皇龍ジークヴルム!                           | 冨岡淳広       | 西森章         | 西森章   | 石川てつや               | 湯本佳典   | 2009年 9月13日 |
| 2    | 第1巻    | 友情のアンキラーザウルス!                           | 冨岡淳広       | 西森章         | 工藤寛顕 | 田中良                   | 湯本佳典   | 9月20日        |
| 3    | 第2巻    | 巨神召喚・鉄騎皇イグドラシル!                       | 冨岡淳広       | まついひとゆき | 田辺泰裕 | しんぼたくろう 高瀬健一  | 湯本佳典   | 9月27日        |
| 4    | 第2巻    | 雷皇龍VS鉄騎皇                                      | 冨岡淳広       | 渡辺正樹       | 渡辺正樹 | 藤井智之                 | 湯本佳典   | 10月4日        |
| 5    | 第2巻    | 緑の疾風! 神速のアメンボーグ                        | 樋口達人       | 池野昭二       | 池野昭二 | 長生中                   | 湯本佳典   | 10月11日       |
| 6    | 第3巻    | 美女と野獣!?! 天使長ソフィア／賢獣アイベリックス    | 神山修一       | 古賀一臣       | 古賀一臣 | 可児里未 浜田勝          | 湯本佳典   | 10月18日       |
| 7    | 第3巻    | デスマッチ! 冥闘士バラムの猛攻                      | ほそのゆうじ   | 河村智之       | 河村智之 | 榎本勝紀                 | 湯本佳典   | 10月25日       |
| 8    | 第3巻    | 究極龍 激神皇カタストロフドラゴン                   | あみやまさはる | しのみやすゆき | 高橋順   | 小田武士                 | 湯本佳典   | 11月1日        |
| 9    | 第4巻    | 紫の闇! 魔界七将ベルゼビート                        | 冨岡淳広       | 田辺泰裕       | 田辺泰裕 | 石川てつや               | 湯本佳典   | 11月8日        |
| 10   | 第4巻    | 鎧神機ヴァルハランスの審判 最強の槍、神機グングニル | ほそのゆうじ   | まついひとゆき | 工藤寛顕 | しんぼたくろう 高瀬健一  | -          | 11月15日       |
| 11   | 第4巻    | 閉ざされた門 鉄壁のブロック・ゴレム!                | 神山修一       | 渡辺正樹       | 渡辺正樹 | 長生中                   | -          | 11月22日       |
| 12   | 第5巻    | 覚醒・紅蓮のドラゴンデッキ!                         | 樋口達人       | 池野昭二       | 池野昭二 | 湯本佳典                 | -          | 11月29日       |
| 13   | 第5巻    | 嵐の暴君・天帝ホウオウガ!                           | 樋口達人       | 喜多幡徹       | 誉田晶子 | 池田有 高瀬健一 木宮亮介 | 湯本佳典   | 12月6日        |
| 14   | 第5巻    | 異界の中心で魔ゐが叫ぶ                              | あみやまさはる | 河村智之       | 河村智之 | 鈴木幸江                 | 湯本佳典   | 12月13日       |
| 15   | 第6巻    | 封印された激突・龍星皇メテオヴルム!                 | 冨岡淳広       | 金﨑貴臣       | 牧野吉高 | 小田武士                 | 湯本佳典   | 12月20日       |
| 16   | 第6巻    | チャンピオンシップ開幕・巨人大帝アレクサンダー強襲! | 冨岡淳広       | 田辺泰裕       | 田辺泰裕 | 藤井智之                 | 湯本佳典   | 2010年 1月3日  |
| 17   | 第6巻    | Xレア対決! 龍星皇メテオヴルムVSカイザーアトラス皇帝 | あみやまさはる | 工藤寛顕       | 工藤寛顕 | 菊池晃                   | -          | 1月10日        |
| 18   | 第7巻    | 1ターンキル! 光の貴公子VS攻速のシュラ!              | ほそのゆうじ   | 渡辺正樹       | 渡辺正樹 | 石川てつや               | -          | 1月17日        |
| 19   | 第7巻    | あやつりバトル!?! 剣王獣ビャク・ガロウ見参!         | 神山修一       | 池野昭二       | 池野昭二 | しんぼたくろう           | -          | 1月24日        |
| 20   | 第7巻    | チャンピオンシップ決勝戦! 龍星皇VS剣王獣!!          | 樋口達人       | 河村智之       | 河村智之 | 長生中 石田智子          | -          | 1月31日        |
| 21   | 第8巻    | 龍虎激突! 復活のメテオヴルム!!                      | 樋口達人       | まついひとゆき | 高橋英俊 | 小田武士 飯飼一幸        | -          | 2月7日         |
| 22   | 第8巻    | メテオヴルムVSヴァルハランス!                       | 冨岡淳広       | 渡辺哲哉       | 高橋順   | 長生中                   | -          | 2月14日        |
| 23   | 第8巻    | 囚われのメテオヴルム!                               | 冨岡淳広       | 田辺泰裕       | 田辺泰裕 | 椛島洋介 藤井智之        | -          | 2月21日        |
| 24   | 第9巻    | 激突VS破壊! 竜騎将ディライダロス                    | 樋口達人       | 誉田晶子       | 誉田晶子 | 鈴木幸江                 | -          | 2月28日        |
| 25   | 第9巻    | 光臨 !大天使イスフィール!                           | 樋口達人       | 渡辺正樹       | 渡辺正樹 | 菊池晃                   | -          | 3月7日         |
| 26   | 第9巻    | 砕け散るライフ! 異界王VS激突王                      | 冨岡淳広       | 高橋順         | 高橋順   | 石川てつや               | -          | 3月14日        |
| 27   | 第10巻   | メテオヴルム散る・異界王VS激突王!                   | 冨岡淳広       | 池野昭二       | 池野昭二 | しんぼたくろう           | -          | 3月21日        |
| 28   | 第10巻   | バトル入門 ペンタン帝国の野望                       | 神山修一       | 河村智之       | 河村智之 | 長生中                   | -          | 3月28日        |
| 29   | 第10巻   | 龍帝コンボ 魔帝龍騎ダーク・クリムゾン               | あみやまさはる | 矢島サコ美     | 高橋英俊 | 小田武士 飯飼一幸        | -          | 4月4日         |
| 30   | 第11巻   | 青のクライシス 囚われの鎧神機ヴァルハランス         | あみやまさはる | 工藤寛顕       | 馬引圭   | 鈴木幸江                 | -          | 4月11日        |
| 31   | 第11巻   | ダーククリムゾン襲来 逆襲のビャク・ガロウ           | 樋口達人       | 田辺泰裕       | 田辺泰裕 | 飯飼一幸                 | -          | 4月18日        |
| 32   | 第11巻   | 激突王ダン! メテオストームの奇跡!                   | 冨岡淳広       | 渡辺正樹       | 渡辺正樹 | 湯本佳典                 | -          | 4月25日        |
| 33   | 第12巻   | タッグバトル! 神造巨兵オリハルコン・ゴレムの恐怖    | 神山修一       | 誉田晶子       | 誉田晶子 | 菊池晃                   | -          | 5月2日         |
| 34   | 第12巻   | タッグバトル! 龍星皇VS神造巨兵                      | 神山修一       | 高橋順         | 高橋順   | しんぼたくろう           | -          | 5月9日         |
| 35   | 第12巻   | 復讐のスカルピオーネ 来たれ!魔界七将アスモディオス  | あみやまさはる | 池野昭二       | 池野昭二 | 石川てつや               | -          | 5月16日        |
| 36   | 第13巻   | 決断の硯! 決別のオリハルコン・ゴレム                | 樋口達人       | 河村智之       | 河村智之 | 愛敬由紀子               | -          | 5月23日        |
| 37   | 第13巻   | 鎧神機ヴァルハランスVS賢者の樹の実                  | 冨岡淳広       | 岩本保雄       | 緒方隆秀 | 田辺謙司                 | -          | 5月30日        |
| 38   | 第13巻   | 翼神機グラン・ウォーデン飛翔!                       | 冨岡淳広       | 田辺泰裕       | 田辺泰裕 | 鈴木幸江                 | -          | 6月6日         |
| 39   | 第14巻   | 全色激突! ホライゾンラダー攻防戦                    | 冨岡淳広       | 渡辺正樹       | 馬引圭   | 中村勇介                 | -          | 6月13日        |
| 40   | 第14巻   | グラン・ロロ最期の日                                | 冨岡淳広       | 渡辺正樹       | 渡辺正樹 | 湯本佳典                 | -          | 6月20日        |
| 41   | 第14巻   | 超神星龍ジークヴルム・ノヴァVSXレア軍団             | あみやまさはる | 誉田晶子       | 誉田晶子 | 菊池晃                   | -          | 6月27日        |
| 42   | 第15巻   | 超神星龍の咆哮! よみがえれ、マギサ!                 | 樋口達人       | 高橋順         | 高橋順   | 長生中                   | -          | 7月4日         |
| 43   | 第15巻   | 異界王からの刺客! 魔界七将VS終焉の騎神              | 神山修一       | 池野昭二       | 池野昭二 | しんぼたくろう           | -          | 7月18日        |
| 44   | 第15巻   | 緑の暴風がやむとき                                  | 冨岡淳広       | 河村智之       | 河村智之 | 石川てつや               | -          | 7月25日        |
| 45   | 第16巻   | 覚悟のドロー! Xレア魔導女皇アンブロシウス           | あみやまさはる | 渡邊哲哉       | 馬引圭   | 中村勇介                 | -          | 8月1日         |
| 46   | 第16巻   | 究極のXレア! 幻羅星龍ガイ・アスラ登場!              | 神山修一       | 田辺泰裕       | 田辺泰裕 | 鈴木幸江                 | -          | 8月8日         |
| 47   | 第16巻   | 激突王VS白銀の騎士                                  | 冨岡淳広       | 渡辺正樹       | 中島大輔 | 田辺謙司                 | -          | 8月15日        |
| 48   | 第17巻   | 決着! ジークヴルム・ノヴァVSラグナ・ロック          | 冨岡淳広       | 河村智之       | 高橋順   | 菊池晃                   | -          | 8月22日        |
| 49   | 第17巻   | 対異界王! 最後の光主デッキ                          | 冨岡淳広       | 誉田晶子       | 誉田晶子 | 長生中                   | -          | 8月29日        |
| 50   | 第17巻   | さらば、激突王!                                     | 冨岡淳広       | 渡辺正樹       | 渡辺正樹 | 石川てつや               | -          | 9月5日         |

## 映像ソフト化
テレビシリーズのDVDは、2010年2月19日から2011年2月4日にかけて発売。全17巻で各巻3話（1巻のみ2話）収録。